# 如意の渡し
如意の渡し（にょいのわたし）は、富山県（越中国）の小矢部川河口の地域を横断するために運航されていた渡船である。六渡寺渡（ろくとうじのわたし）、鹿子の渡り（かごのわたり）、籠渡（かごのわたし）、如意の渡し、高岡市営渡船などというようにこの渡船は歴史上様々な名称で呼称された。このうち如意の渡しという名称は、『義経記』等に見られる源義経にまつわる伝説に関係するが、その真偽については諸説がある。能の演目『安宅』、歌舞伎の演目『勧進帳』
は、義経記における如意の渡しでの一件を題材としているが、舞台が加賀国安宅に変更されている。

## 概要
近代以前より橋が架けられていなかった射水川（小矢部川）河口の地域において両岸を結ぶ渡船として運航されていたが、伏木万葉大橋の開通に伴い2009年（平成21年）8月2日を以て廃止された。時代と共に事業主体は変遷したが、1951年（昭和26年）4月以降実際の運航は伏木港湾交通が行っていた。
1957年（昭和32年）7月以降は左岸の伏木新島と右岸の中伏木（庄西町）を結ぶ航路（約300メートル）をとった。午前7時から午后7時まで15分間隔で運航され、所要時間は約3分であった。但し、乗客がいれば随時運航を行っていたともいう。片道の運賃は小学生以下が100円、中学生以上は200円であった。旅客のほか自転車等の積載も可能であった。

## 沿革

### 義経伝説と近世までの射水川河口における渡船

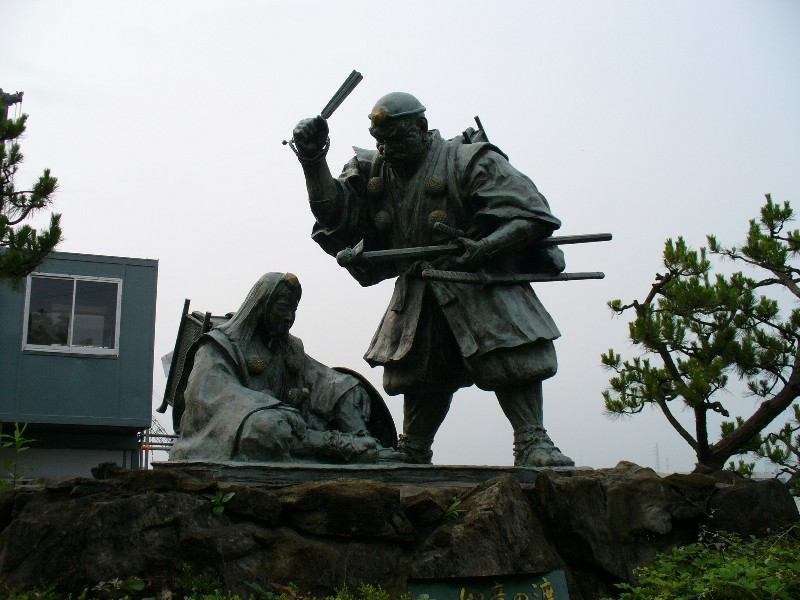
渡船の待合所附近に建立されていた義経・弁慶像（現在は伏木駅前に移設）

『義経記』に奥州に落ちのびる源義経が如意の渡しに乗船しようとしたとき、渡守の平権守に義経一行であることを見破られるが、武蔵坊弁慶の扇で義経を打ちすえるという機転で無事に乗船できたという話があり、加賀藩士森田柿園の『越中志徴』においてはこれを射水川河口部の対岸を結ぶ渡船のことであるとした。この説によってこの渡船は義経と弁慶ゆかりの地とされ、1990年（平成2年）9月26日には待合所近辺に源義経と武蔵坊弁慶の像が建てられるなど、義経伝説を利用した観光需要の掘り起こしが行われていたが、『義経記』は後世に創作された小説であってこの伝説も史実ではないとされる。また、『義経記』にいう如意の渡はその表現から学術上は西礪波郡埴生村の蓮沼附近より六渡寺へ至る射水川を上下する船運をいうのであって、伏木より六渡寺へ射水川を横断する渡船ではないとされている。

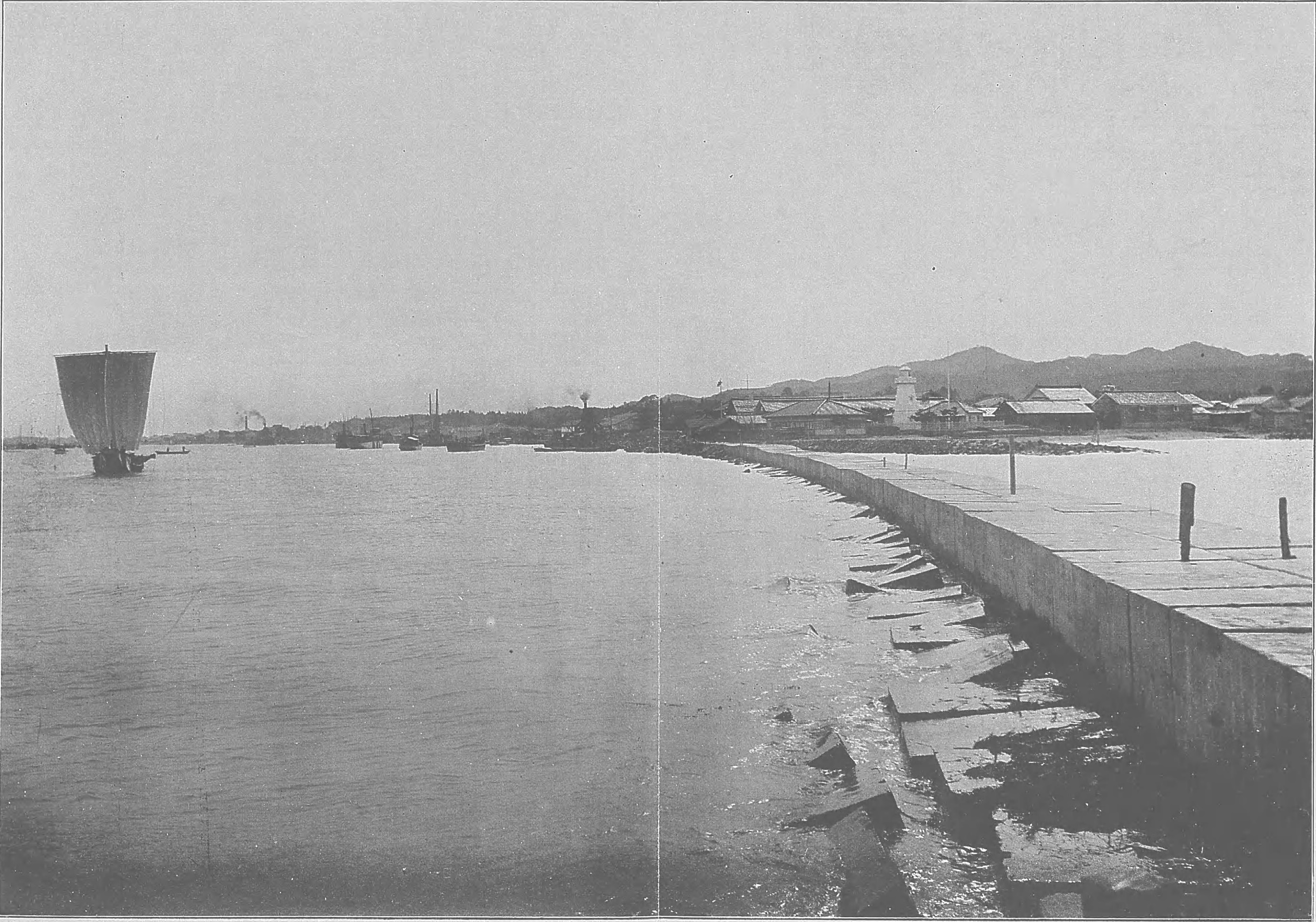
明治時代の伏木港の光景

射水川河口部を横断する渡船の史料への初出は、天文年間から永禄年間にかけてのものであって、少なくとも近古からは渡船が存在していたといわれる。1584年（天正12年）には神保氏張によって伏木古国府の勝興寺に参詣する坊主衆や寺内者の渡船賃が免除された。その後、近世に入り越中国が加賀藩の治下となってからも渡船は存在しており、1616年（元和2年）時点においては六渡寺に船1艘が常備されていたという。1666年（寛文6年）からは船は2艘となり、渡守は8人が置かれたが、1722年（享保7年）に再び船1艘、渡守4人の体制となった。1739年（元文4年）には渡守が2名増員され、計6名体制となった。
近世における射水川河口の渡船には、2本の航路があった。ひとつは伏木から六渡寺の浜往来を結ぶ河口の「下渡」であり、もうひとつは下渡より上流の古国府の勝興寺門前より三ヶ新方面を結ぶ「上渡」である。一般の旅客は下渡を利用しており、上渡は「御用渡し」と呼ばれ藩の公用に用いられた。渡守には給金と屋敷が与えられた。古国府の渡場附近には茶屋と船渡小屋が建てられていたといわれる。

### 六渡寺渡船組合の発足による渡船の近代化

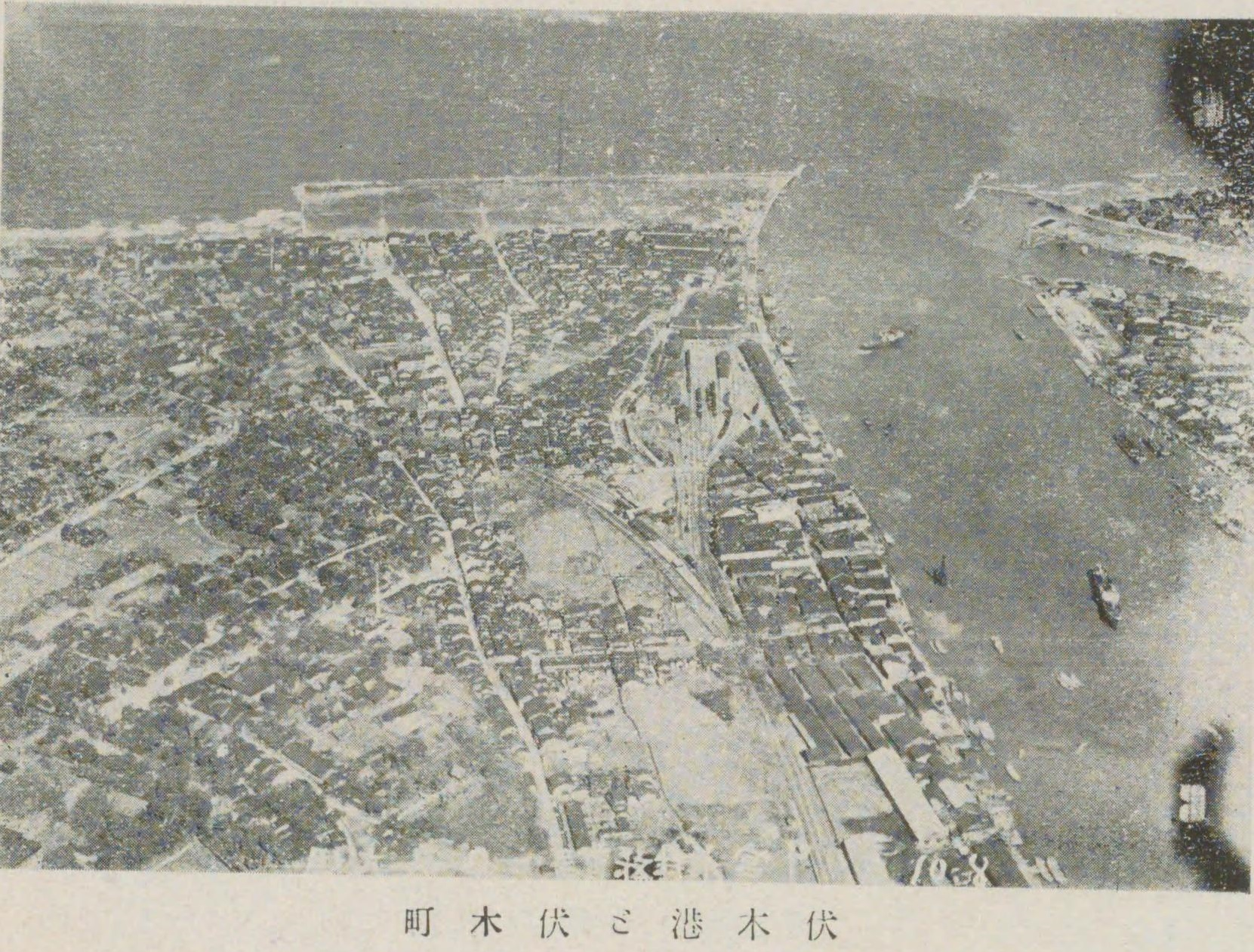
1936年（昭和11年）当時の伏木一帯を撮影した航空写真。伏木橋の架橋後も河口附近に橋梁は建設されていなかった

明治に入ってからも渡船の運航は地元住民によって継続されており、1874年（明治7年）当時において船は5艘、船人足は合計9人であった。当時の渡船の利用者は一ヶ月に平均9,060人であったという。しかし、渡船によってではなく架橋によって直接陸路で射水川両岸を連絡すべきであるという声が高まり、射水郡矢田村の寺畑善五郎は1882年（明治15年）に石川県庁へ賃取橋の架設を願い出で、翌1883年（明治16年）1月にこれを竣成し実現させた。この橋は寺畑橋と呼ばれ、附近住民に喜ばれたが、出水毎に損傷して橋賃を以てその維持費をまかなうことが難しかった。よって富山県は私設の橋を廃して、1898年（明治31年）2月に延長190間、幅員14尺の木橋を建設し、これを伏木橋と命名した。その後、射水川の改修工事のためにこの橋は撤去され、1911年（明治44年）4月に再び小矢部川に伏木橋が架橋された。

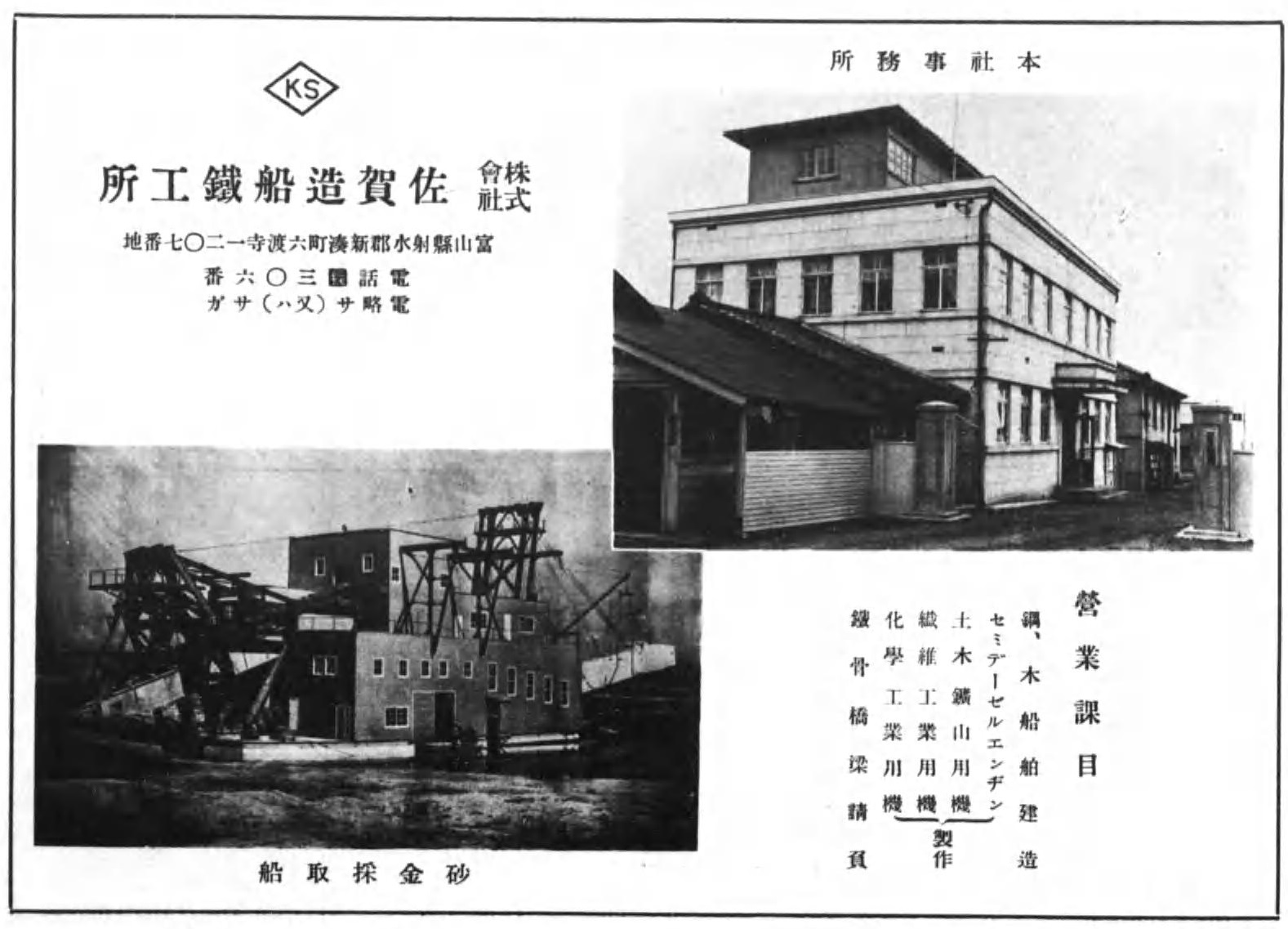
鹿子浦丸の建造を担った佐賀造船所

架橋の影響によって渡船の利用者は減少し、1886年（明治19年）における一ヶ月の平均利用者数は4,050人と架橋以前に比して半減した。また、渡守には失業者や窮民が雇い入れられていたが、容姿や服装によって旅客に不快の念を与える者がおり、これを口実に悪評を吹聴して、営利を目的とする渡船事業を出願する者も現れるようになった。このような状況に鑑み、六渡寺の住民は笹谷彦八、紅谷長一郎及び三埜彦四郎を発起人として1911年（明治44年）5月に六渡寺渡船組合を組織し、両岸に洋式建築の待合所を建設し、発動機船の「鹿子浦丸」を同年9月1日に就航させるなど、渡船の近代化に努めることとなった。この「鹿子浦丸」の老朽化により、同組合は1928年（昭和3年）3月に佐賀造船所へ約4千数百円を以て造船を依頼し、同年8月より新たな鹿子浦丸を就航させた。渡船は営利を主たる目的とせず、官公吏、学生、貧民等には無料乗船を許可し、伏木港に出入する汽船に配慮して運航された。
架橋がなされても渡船の利用者が多かった理由は、伏木橋や城光寺橋が河口よりやや上流にあるに拘らず、小矢部川両端における人口密集地域は河口近辺であって、橋まで行くと非常な遠回りになるからであった。渡船の経営に重大な影響を与えた伏木橋は、1938年（昭和13年）に大規模な修繕が行われたが、戦時中に老朽化のため撤去され、陸路によって両岸を連絡するにはより上流の城光寺橋を利用せねばならないようになり、渡船の重要性は増大することとなった。

### 事故による渡船組合の解散から高岡市営の渡船へ

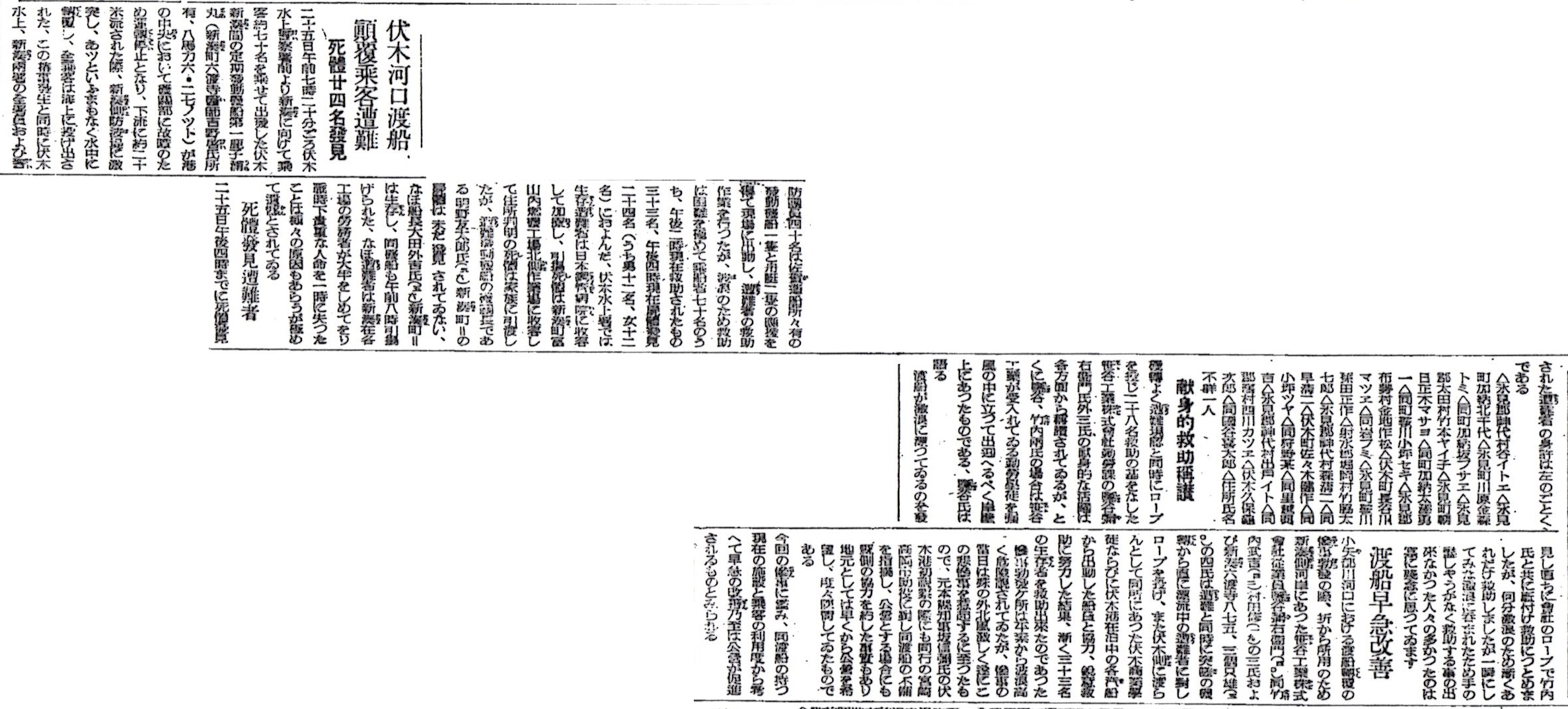
転覆事故を報道する新聞記事

1944年（昭和19年）12月25日午前7時20分頃、鹿子浦丸が伏木より六渡寺へ向う途上にあって機関の故障により流され、六渡寺側の防波堤に衝突して転覆するという事故が発生した。この事故によって33名の旅客が救出されたものの、約40名の男女が水死した。六渡寺渡船組合は事故の責任によって同年12月27日に解散することとなった。伏木と六渡寺とを結ぶ渡船の運営は、串岡と吉久を結ぶ渡船を運営していた真木興三に継承された。
しかし、戦後の経済混乱によって渡船の運営を一個人が継続していくことが難しくなったので、1947年（昭和22年）4月より伏木と六渡寺とを結ぶ渡船は、串岡と吉久を結ぶ渡船と共に高岡市が運営することとなり、実際の業務は高岡市から伏木海陸運送へ委託された。伏木海陸運送は設備の老朽化を口実として、1949年（昭和24年）より度々高岡市に契約の解除を申し入れたが、1950年（昭和25年）に高岡市が設備更新費用として210万円を無利子で貸与したので、鋼船と木造船を1隻ずつ発註した上で、渡船の運航者として伏木港湾交通を1951年（昭和26年）2月19日に設立し、同年4月より同社が渡船事業の下請け先となった。1953年（昭和28年）9月からは免許制度の発足に伴い、伏木港湾交通が直接高岡市と契約し、その代行を担う業者となっている。
1957年（昭和32年）7月からは渡船場が移転され、以降は伏木新島と中伏木を結ぶ航路に変更された。この移転は伏木港に出入する船舶の増加と大型化によってその航路を横断する渡船の存在が危険であるとされたことによるものであった。

### 経営悪化に伴う事業主体の変遷

高岡市と新湊市の伏木港渡船事業組合設立計画を報道する新聞

昭和40年代初頭において、渡船は1年に約75万人の旅客と2万2900個の手荷物を運ぶ重要な交通機関であったものの、収益は上がらず、赤字が募るばかりであった。高岡市においては「かくの如き公共性を有する交通機関を一市営を以て運営するのは適当にあらず」との声が高まり、1966年（昭和41年）4月に高岡市と事実上渡船の運営に協力していた新湊市が、渡船を県営に移管するよう申し入れを行った。しかし、富山県がその要求を受け容れぬ姿勢を崩さないので、両市は共同して一部事務組合として伏木渡船事業組合を結成し、同組合に事業を運営させることとした。この旨の議案は同年9月に両市の市議会に提出され、1967年（昭和42年）より伏木渡船事業組合がその運営に当ることとなった。なお、実際の運航は引き続き伏木港湾交通に委託された。
しかし、渡船の経営状況は好転せず、伏木渡船事業組合は再三にわたって富山県へ渡船の移管を陳情している。赤字をまかなうために運賃の値上げも連続し、富山地方鉄道射水線の一部廃止や高伏工業地帯の衰退、1974年（昭和49年）8月の伏木港大橋の開通等の情勢に伴い、旅客数も減少した。このような情勢を背景として伏木渡船事業組合は1975年（昭和50年）3月に解散し、その渡船事業は伏木港湾交通に譲渡された。事業譲渡にあたり、伏木港湾交通には新造船の建造費の半額である500万円と赤字補填のために1700万円の補助金が交付された。
これにより新造船「ニュー二上丸」が建造され、渡船は伏木港湾交通の経営によって運航されることとなった。しかし、累積赤字が1300万円にまで膨れ上がったことにより、1977年（昭和52年）10月に同社は渡船廃止の意向を表明した。翌1978年（昭和53年）1月10日には経営状況の悪化により、「如意丸」の検査費用が捻出できず、引退する事態にまでなっている。しかし、存続を求める地元住民の声に後押しされ、高岡市及び新湊市が伏木港湾交通と交渉を行った結果、1978年（昭和53年）3月28日に渡船の存続が決定した。この際に渡船に係る赤字は伏木港湾交通が5分の1、高岡市及び新湊市が5分の4を負担する旨が合意された。

### 観光需要の模索と伏木万葉大橋開通に伴う廃止

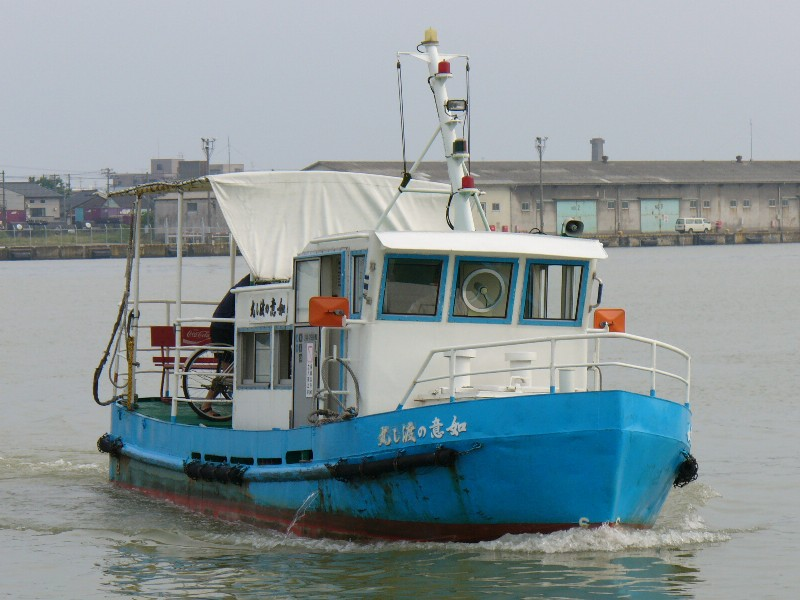
如意の渡し丸

1989年（平成元年）11月に待合所が改築され、老朽化した「ニュー二上丸」とほぼ同じ大きさの「如意の渡し丸」が、伏木造船によって建造された。高岡市や新湊市ではこの設備更新にあたって、「如意の渡し以来の歴史的風景を観光資源に活用したい」との意向を表明している。これによって、1990年（平成2年）9月26日には伏木側の待合所近辺に義経と弁慶の像が設置された。渡船の生き残りをかけて観光需要の掘り起こしを図るべく、周辺観光地と絡めた宣伝がなされ、氷見線や万葉線と共通のフリー乗車券の販売も行われた。
一連の設備更新や観光需要の掘り起こしによって1988年（昭和63年）に4万1500人であった旅客は、1993年（平成5年）には6万1423人にまで増加したが、以降は再び減少に転じ、高岡市は毎年欠損金の補助を行うこととなった。その後も旅客の減少に歯止めはかからず、2005年（平成17年）頃には1日の旅客が100人前後と最盛期の20分の1にまで落ち込んだ。「如意の渡し丸」も老朽化し、高岡市や射水市もこれ以上の補助を行うことは難しくなっていた。
2003年（平成15年）度に着工した伏木万葉大橋が開通する見込みとなった2008年（平成20年）11月8日、高岡市は市議会決算特別委員会において、伏木万葉大橋の完成に伴い渡船の運航を終了する旨を表明した。そして2009年（平成21年）8月2日、同日開通した伏木万葉大橋にその使命を譲り、運航を終了した。運航最終日の8月2日は無料で運航され、地元住民等が写真撮影を行い、名残を惜しんだ。
渡船の廃止に伴い、待合所近辺に設置されていた義経と弁慶の像は、2017年（平成29年）7月21日に伏木駅前に移設された。

### 年表
- 1584年（天正12年） - 神保氏張が勝興寺に参詣する坊主衆や寺内者の渡船賃を免除[2]。
- 1666年（寛文6年） - 渡船を2艘とし、渡守を8人置く[16]。
- 1722年（享保7年） - 渡船を1艘とし、渡守を4人とする[16]。
- 1739年（元文4年） - 渡守を2名増員する[16]。
- 1753年（宝暦3年） - 木町間嶋屋兵右エ門と越前屋宗兵衛が渡船の新造を請負う[54]。
- 1911年（明治44年）
  - 5月 - 六渡寺渡船組合が設立[19]。
  - 9月1日 - 発動機船の鹿子浦丸が就航[19]。
- 1928年（昭和3年）
  - 3月 - 鹿子浦丸の老朽化により、第二鹿子浦丸を建造[21]。
  - 8月 - 新たな鹿子浦丸が就航[21]。
- 1944年（昭和19年）
  - 12月25日 - 渡船が転覆する事故が発生し、約40名の旅客が死亡[21]。
  - 12月27日 - 六渡寺渡船組合が渡船業務を真木興三に引き継ぎ解散[21]。
- 1947年（昭和22年）4月 - 渡船が高岡市営となり、高岡市は渡船業務を伏木海陸運送に委託[6]。
- 1950年（昭和25年） - 高岡市が伏木海陸運送に設備更新費用として210万円を無利子で貸与[55]。
- 1951年（昭和26年）
  - 2月19日 - 伏木港湾交通が設立[56]。
  - 4月 - 伏木海陸運送が渡船業務を伏木港湾交通に委託[6]。
  - 12月 - 「二上山丸」が完成[3]。
- 1953年（昭和28年）9月 - 渡船免許制度が発足し、伏木港湾交通が高岡市と契約して渡船業務を開始[6]。
- 1957年（昭和32年）7月 - 渡船場を移転[6]。
- 1960年（昭和35年）12月 - 「如意丸」が完成[3]。
- 1966年（昭和41年）
  - 4月 - 高岡市、新湊市および伏木港海運振興会が、富山県に対し渡船を県営にするよう陳情[28]。
  - 9月 - 高岡市および新湊市で結成される伏木渡船事業組合が渡船事業を運営する旨の議案が、両市の議会に提出される[28]。
  - 11月1日 - 運賃の値上げを行う[3]。
- 1967年（昭和42年） - 渡船事業が、高岡市及び新湊市で結成した一部事務組合である伏木渡船事業組合の管理下に置かれる[6][29]。運行は引き続き伏木港湾交通に委託[6][29]。
- 1969年（昭和44年） - 伏木渡船事業組合が富山県に対して渡船を県営にするよう陳情[30]。
- 1970年（昭和45年）7月30日 - 伏木渡船事業組合が富山県に対して渡船を県営にするよう陳情[30]。
- 1971年（昭和46年）7月6日 - 伏木港湾交通が東海海運局伏木支局に運賃の値上げを申請[31]。
- 1973年（昭和48年）9月13日 - 伏木港渡船事業組合が定例議会において運賃の値上げを決定[32]。
- 1975年（昭和50年）3月 - 伏木渡船事業組合が解散、伏木港湾交通に渡船事業を譲渡[29][35]。
- 1977年（昭和52年）10月 - 伏木港湾交通が渡船事業を廃止[29][35]。
- 1978年（昭和53年）
  - 1月10日 - 如意丸が引退[37]。
  - 3月28日 - 渡船の存続が決定[38]。
- 1989年（平成元年）
  - 7月3日 - 待合所と船舶の新造に要する費用の半分を高岡市が負担すると表明[57]。
  - 11月4日 - 待合所および新造船「如意の渡し丸」が竣工[55][36]。
- 1990年（平成2年）9月26日 - 伏木側の待合所近辺に義経と弁慶の像を設置、除幕式を挙行[12][7]。
- 2008年（平成20年）11月8日 - 高岡市議会決算特別委員会において、高岡市が如意の渡しを来年度限りで廃止する旨を表明[49]。
- 2009年（平成21年）
  - 6月12日 - 高岡市議会において同年8月2日限りでの廃止を発表[58]。
  - 8月2日 - 伏木万葉大橋の開通に伴い廃止[5]。

## 交通アクセス
- 伏木側 - 西日本旅客鉄道氷見線伏木駅
- 六渡寺側 - 万葉線高岡軌道線中伏木停留場

## 脚註
1. 1 2 3  富山新聞社大百科事典編集部編、『富山県大百科事典』（681頁）、1976年（昭和51年）7月、富山新聞社
2. 1 2 3 4 5 6 7 8  高瀬重雄編、『日本歴史地名大系第16巻 富山県の地名』（709頁）、2001年（平成13年）7月、平凡社
3. 1 2 3 4  「一日から料金値上げ 高岡市営渡船 自転車など据え置き」、『北日本新聞』（11面）、1966年（昭和41年）10月30日、北日本新聞社
4. 1 2 3  富山大百科事典編集事務局編、『富山大百科事典 下巻』（585頁）、1994年（平成6年）8月、北日本新聞社
5. 1 2 3  生活の足、新旧交代 高岡・伏木万葉大橋開通、如意の渡し廃止 - 2009年（平成21年）8月3日、北日本新聞社
6. 1 2 3 4 5 6 7 8 9 10 11 12 13 14  伏木港史編さん委員会編、『伏木港史』（275頁）、1973年（昭和48年）4月、伏木港海運振興会
7. 1 2 3 4 5  「流域をゆく 小矢部川」、『北日本新聞』（10面）、1994年（平成6年）1月11日、北日本新聞社
8. 1 2  如意の渡し ［更新版］ | 平成21年度「とやま映像コンクール ふるさと部門」優秀賞 - 富山県映像センター
9. ↑  この話を書いたものとして、たとえば、

  - 『参考源平盛衰記 今古実録 巻之16』9頁〔義経主従如意の渡を越る事・並山伏問答の事〕
  - 『武蔵坊弁慶一代記』112頁〔弁慶如意渡擲杉目条〕
  - 『源義経全伝』349頁〔辨慶如意渡にて杉目を擲つ〕
  - 『義經記』227頁〔如意の渡にて義經を辨慶打ち奉る事〕
  - 『現代語訳国文学全集 第18巻 下』446頁〔如意の渡りにて辨慶義經を打つ〕 など。
10. ↑  高瀬重雄編、『日本歴史地名大系第16巻 富山県の地名』（709頁）、2001年（平成13年）7月、平凡社
11. ↑  「角川日本地名大辞典」編纂委員会編、『角川日本地名大辞典 16 富山県』（654頁）。1979年（昭和54年）10月、角川書店
12. 1 2 3  「「如意の渡し」に義経、弁慶像 伏木港、伝承よみがえる」、『北日本新聞』夕刊（1面）、1990年（平成2年）9月25日、北日本新聞社
13. ↑  「伏木・如意の渡 乗船券に義経・弁慶 大河ドラマに合わせ発売」、『北日本新聞』（24面）、2005年（平成17年）1月14日、北日本新聞社
14. ↑  「義経は伏木の誇り 渡船「如意の渡」でPR」、『北日本新聞』夕刊（1面）、2005年（平成17年）4月18日、北日本新聞社
15. 1 2 3  伏木港史編さん委員会編、『伏木港史』（65頁）、1973年（昭和48年）4月、伏木港海運振興会
16. 1 2 3 4 5 6 7 8 9  高瀬重雄編、『日本歴史地名大系第16巻 富山県の地名』（710頁）、2001年（平成13年）7月、平凡社
17. 1 2  伏木港史編さん委員会編、『伏木港史』（272頁）、1973年（昭和48年）4月、伏木港海運振興会
18. 1 2 3 4  高岡市史編纂委員会編、『高岡市史 下巻』（780頁）、1969年（昭和44年）12月、高岡市
19. 1 2 3 4 5  伏木港史編さん委員会編、『伏木港史』（273頁）、1973年（昭和48年）4月、伏木港海運振興会
20. ↑  新湊市史編さん委員会編、『新湊市史 近現代』（693頁）、1992年（平成4年）3月、新湊市
21. 1 2 3 4 5 6 7 8 9 10  伏木港史編さん委員会編、『伏木港史』（274頁）、1973年（昭和48年）4月、伏木港海運振興会
22. ↑  伏木港史編さん委員会編、『伏木港史』（271頁）、1973年（昭和48年）4月、伏木港海運振興会
23. ↑  高岡市史編纂委員会編、『高岡市史 下巻』（780及び781頁）、1969年（昭和44年）12月、高岡市
24. ↑  なお、串岡 - 吉久間の渡船は1958年（昭和33年）3月に廃止された（伏木港史編さん委員会編、『伏木港史』（276頁）、1973年（昭和48年）4月、伏木港海運振興会）
25. 1 2  伏木海陸運送株式会社50年史編集委員会編、『伏木海陸運送株式会社50年史』（200及び201頁）、1994年（平成6年）10月、伏木海陸運送株式会社
26. ↑  新湊市史編さん委員会編、『新湊市史 近現代』（695頁）、1992年（平成4年）3月、新湊市
27. 1 2 3  「両市で共同管理 高岡新湊 赤字に悩む伏木港の渡船」、『北日本新聞』（9面）、1966年（昭和41年）9月1日、北日本新聞社
28. 1 2 3 4  「伏木港の渡船問題 高岡、新湊で経営に 両市の九月議会へ提案」、『富山新聞』（8面）、1966年（昭和41年）9月21日、富山新聞社
29. 1 2 3 4 5 6 7 8  「「如意の渡し」に助け舟、伏木港湾交通が赤字解消策、渡船を遊覧に活用」、『富山新聞』（29面）、2000年（平成12年）9月19日、富山新聞社
30. 1 2 3  「伏木港渡船を県営に 渡船事業組合 県へ三回目の陳情」、『富山新聞』（13面）、1970年（昭和45年）7月30日、富山新聞社
31. 1 2  「渡船運賃の値上げ申請 伏木港湾交通会社 九月から五割アップ 乗客減で赤字が増大」、『北日本新聞』（12面）、1971年（昭和46年）7月8日、北日本新聞社
32. 1 2  「伏木の渡船料値上げ 一千万円の赤字に負け申請へ」、『富山新聞』（3面）、1973年（昭和48年）9月14日、富山新聞社
33. ↑  「渡船エレジー」、『富山新聞』（10面）、1981年（昭和56年）12月29日、富山新聞社
34. ↑  高岡市議会事務局議事調査課編、『高岡市市政概要 1976』（222頁）、1976年（昭和51年）9月20日、高岡市
35. 1 2 3 4 5  「渡船廃止申し入れ 伏木港湾、高岡・新湊市へ」、『北日本新聞』16面）、1977年（昭和52年）11月2日、北日本新聞社
36. 1 2 3 4  「新造船は”如意の渡し丸” 16人乗り銅鉄製」、『北日本新聞』（19面）、1989年（平成元年）11月2日、北日本新聞社
37. 1 2 3  「港の足「如意丸」惜しまれて引退 15年間働き続ける 存廃問題で大揺れのなか」、『北日本新聞』（13面）、1978年（昭和53年）1月11日、北日本新聞社
38. 1 2  「”如意の渡”存続決める 伏木港湾交通 住民の足守る立場で」、『北日本新聞』、1978年（昭和53年）3月30日、北日本新聞社
39. ↑  伏木海陸運送株式会社50年史編集委員会編、『伏木海陸運送株式会社50年史』（200頁）、1994年（平成6年）10月、伏木海陸運送株式会社
40. ↑  「地域住民の足確保へ 伏木・如意の渡し 名所再生も目指す」、『北日本新聞』（21面）、1994年（平成6年）3月9日、北日本新聞社
41. ↑  「細々ながら航路守る、高岡市・伏木港の「如意の渡し」」、『富山新聞』（21面）、1996年（平成8年）12月31日、富山新聞社
42. ↑  「乗船客減で712万円計上 高岡市3月補正予算」、『富山新聞』（19面）、1996年（平成8年）3月3日、富山新聞社
43. ↑  「伏木港渡船に補助 高岡市補正予算案 812万円計上」、『富山新聞』（18面）、1998年（平成10年）3月4日、富山新聞社
44. ↑  「伏木港の渡し船を補助、高岡市 住民の交通確保へ682万円」、『富山新聞』（18面）、1999年（平成11年）4月8日、富山新聞社
45. ↑  「赤字の「如意の渡し」支援 高岡市、補正予算案に849万円」、『富山新聞』（26面）、2000年（平成12年）3月11日、富山新聞社
46. ↑  「如意の渡 かけがえのない「足」」、『北日本新聞』（36面）、2005年（平成17年）4月29日、北日本新聞社
47. ↑  「ルックルック 如意の渡」、『北日本新聞』（6面）、2007年（平成19年）6月30日、北日本新聞社
48. ↑  天地人 - 2009年（平成21年）6月16日、北日本新聞社
49. 1 2  「「如意の渡し」運航終了へ、高岡市、議会へ報告」、『富山新聞』（4面）、2008年（平成20年）11月8日、富山新聞社
50. ↑  伏木万葉大橋 - 2010年（平成22年）10月1日、北日本新聞社
51. ↑  「58年間ありがとう 如意の渡しに住民感謝」、『北日本新聞』夕刊（1面）、2009年（平成21年）8月7日、北日本新聞社
52. ↑  義経・弁慶像に再び光を 伏木・「如意の渡」から夏にも駅前へ - 2017年（平成29年）5月14日、北日本新聞社
53. ↑  弁慶・義経像お披露目 伏木駅前に移設 - 2017年（平成29年）7月21日、北日本新聞社
54. ↑  伏木港史編さん委員会編、『伏木港史』（66頁）、1973年（昭和48年）4月、伏木港海運振興会
55. 1 2  伏木海陸運送株式会社50年史編集委員会編、『伏木海陸運送株式会社50年史』（202頁）、1994年（平成6年）10月、伏木海陸運送株式会社
56. ↑  伏木海陸運送株式会社50年史編集委員会編、『伏木海陸運送株式会社50年史』（201頁）、1994年（平成6年）10月、伏木海陸運送株式会社
57. ↑  「赤字の伏木港渡船 存続へ新船建造 高岡市が半額負担」、『北日本新聞』（5面）、1989年（平成元年）7月4日、北日本新聞社
58. ↑  「8月2日 万葉大橋開通 「如意の渡し」廃止」、『北日本新聞』（3面）、2009年（平成21年）6月13日、北日本新聞社